# RCDE Stadium
O RCDE Stadium conhecido popularmente como Estádio Cornellà-El Prat, é um estádio de futebol propriedade do Espanyol, localizado entre os municípios de Cornellà de Llobregat e El Prat de Llobregat, ocupando a maior parte neste último.